# 22-es busz (Szombathely, –2009)
A szombathelyi 22-es jelzésű autóbusz az Autóbusz-állomás (Brutscher u.) és az Erdei iskola megállóhelyek között közlekedett 2009-ig. A vonalon Ikarus 260 és ARC 134 típusú autóbuszok közlekedtek. A vonalat a Vasi Volán Zrt. üzemeltette.
A járat utasforgalma csökkent, ezért 2009. június 15-én közlekedett utoljára. 2013. szeptember 1-től újra üzembe került más útvonalon.

## Közlekedése
Minden nap közlekedett három alkalommal.

## Útvonala
| Erdei iskola felé | Autóbusz-állomás (Brutscher utca) felé |
| --- | --- |
| Autóbusz-állomás (Brutscher utca) – Brutscher József utca – Sörház utca – Petőfi Sándor utca – Magyar László utca – Dózsa György utca – Kálvária utca – Jókai Mór utca – Nárai út – Erdei iskola út – Erdei iskola | Erdei iskola – Erdei iskola út – Nárai út – Jókai Mór utca – Kálvária utca – Dózsa György utca – Magyar László utca – Brutscher József utca – Autóbusz-állomás (Brutscher utca) |

## Megállói
| 0 | Autóbusz-állomás (Brutscher utca)                              | 9 | 3, 8, 9, 23       | Autóbusz-állomás, Ady Endre tér, Tűzoltóság, Régi börtön, Megyei Művelődési és Ifjúsági Központ, Kereskedelmi és Vendéglátói Szakközépiskola, Puskás Tivadar Szakképző Iskola, Járdányi Paulovics István Romkert, Weöres Sándor Színház, Kollégiumok |
| 2 | Berzsenyi Dániel Főiskola (Jelenleg: Savaria Egyetemi Központ) | 7 | 1U, 23            | ELTE Savaria Egyetemi Központ, Károlyi Gáspár tér, Református templom, Nagy Lajos Gimnázium, Aranyhíd Nevelési-Oktatási Integrációs Központ |
| 4 | Géfin Gyula utca                                               | 5 | 7, 7A, 7C, 26     | Szombathelyi TV, Öntöde Sportcentrum, Reményik Sándor Evangélikus Általános Iskola |
| 5 | Nyugdíjasok Otthona                                            | 4 | 2A, 2C, 7, 7A, 7C | Nyugdíjasok Otthona, Kálvária, Szent István park, Bagolyvár |
| 6 | Egészségügyi Gyermekotthon                                     | 3 |                   | Idősek Otthona |
| 8 | Second Hand                                                    | 1 |                   | |
| 9 | Erdei iskola                                                   | 0 |                   | Erdei iskola |

## Menetrend

### Autóbusz-állomásról indult
| Óra | Munkanapokon | Szabadnapokon | Munkaszüneti napokon | Tanszüneti munkanapokon |
| --- | ------------ | ------------- | -------------------- | ----------------------- |
| 8   | 00           | 00            | 00                   | 00                      |
| 12  | 30           | 30            | 30                   | 30                      |
| 18  | 00           | 00            | 00                   | 00                      |

A járatok március 15-től november 15-ig közlekedtek.

### Erdei iskolától indult
| Óra | Munkanapokon | Szabadnapokon | Munkaszüneti napokon | Tanszüneti munkanapokon |
| --- | ------------ | ------------- | -------------------- | ----------------------- |
| 8   | 10           | 10            | 10                   | 10                      |
| 12  | 40           | 40            | 40                   | 40                      |
| 18  | 10           | 10            | 10                   | 10                      |

A járatok március 15-től november 15-ig közlekedtek.